# あんななのなななっ!
『あんななのなななっ!』は、CBCラジオの情報・バラエティ番組。2024年10月6日放送開始。

## 概要
中日ドラゴンズファンであり、食べることや音楽を聴くことが大好きな安藤渚七（あんなな）が日曜日の昼下がりにお送りするゴキゲントークバラエティラジオ番組。

## 放送時間
- 毎週日曜日 13:00～15:00(2025年4月6日〜)

デーゲーム中継がある場合、13:27放送終了になる。雨天、その他不可抗力により試合中止なった場合、番組継続。
2025年春改変で『青春⭐︎工業High Schoolクリップ』再放送が放送時間変更した為、放送時間10分延長。

## コーナー
- 渚七のご機嫌ピース
- 渚七のイチオシドラゴンズ
- 3時まで待てないおやつタイム
- 渚七に聞かせてエトセトラ
- 全人類あんなな虜計画
- 渚七に教えて？リーナユーナ

## スペシャル番組
- 新春スペシャル 2025年1月2日（15:00～17:00）